# Agonum californicum
Agonum californicum är en skalbaggsart som beskrevs av Pierre François Marie Auguste Dejean. Agonum californicum ingår i släktet Agonum och familjen jordlöpare. Inga underarter finns listade i Catalogue of Life.